# IAI Arava
El IAI Arava es un avión de transporte utilitario de características STOL construido en Israel por Israel Aircraft Industries (IAI) a finales de la década de los años 1960.

## Historia
Creada en 1950 como Bedek Aircraft Ltd, esta compañía israelí fue rebautizada Israel Aircraft Industries (IAI) el 1 de junio de 1960. En 1966 comenzó el diseño de un transporte ligero STOL, del que el primero de los dos prototipos IAI 101 Arava efectuó su vuelo inaugural el 27 de noviembre de 1969.
El Arava fue el primer diseño importante de una aeronave de la IAI en entrar en producción. Fue pensado tanto para el mercado civil como militar, pero el avión fue construido sólo en un número relativamente pequeño. Los clientes se encuentran principalmente en países del tercer mundo, especialmente en América Central y del Sur, así como Suazilandia y Tailandia.
El trabajo de diseño del Aravá se inició en 1965 y los objetivos planteados incluían características STOL, la capacidad de operar a partir de pistas poco preparadas y posibilidad de llevar 20 pasajeros o cargas voluminosas. [1] Para lograr esto, el diseño del Arava fue de una configuración relativamente inusual. Su fuselaje era de forma de barril, corto pero ancho, y la parte trasera del mismo fue articulada y puede abrirse para facilitar la carga y descarga. Es un monoplano de ala alta de envergadura grande y las colas gemelas fueron montadas al final de los largueros que iban desde las barquillas de los motores que iban al frente del ala. Fue equipado con un tren de aterrizaje fijo en configuración triciclo para ahorrar peso, mientras que la planta motriz elegida consistió de dos turbohélices Pratt & Whitney Canada PT6A-27 de 715 hp (533 kW). [2]
El primer prototipo hizo su vuelo inaugural el 27 de noviembre de 1969, pero resultó destruido cuando un puntal del ala falló durante las pruebas de vuelo el 19 de noviembre de 1970. Un segundo prototipo voló el 8 de mayo de 1971. La producción terminó en 1988, tras haberse construido 103 aviones, incluidos 70 para el mercado militar. La Fuerza Aérea Israelí decidió en 2004 retirar el avión, pero este todavía está en operación en algunos países.
Durante la segunda mitad de la década de 1970, con el único avión de este tipo que adquirió (en 1973), la dictadura de Anastasio Somoza, bombardeó en repetidas ocasiones a los rebeldes del Frente Sandinista de Liberación Nacional. Tras la revolución de 1979, el avión fue integrado en la Fuerza Aérea del Ejército Popular Sandinista, estando en servicio hasta agosto de 1984 cuando se estrelló.
También durante el Conflicto de Chiapas entre las fuerzas del Ejército Zapatista de Liberación Nacional (EZLN) y el ejército mexicano (enero de 1994), aviones IAI Arava efectuaron bombardeos a las posiciones rebeldes en la zona selvática entre Ocosingo y San Cristóbal de las Casas en el sureño estado mexicano de Chiapas.

## Variantes
- IAI 101B: versión con capacidad para 18 pasajeros o más de 1800 kg de carga; comercializado en Estados Unidos con el nombre de Cargo Commuterliner.
- IAI 102: versión de transporte y aplicaciones generales, disponible como avión de línea de 20 plazas, transporte VIP para 12 pasajeros, transporte de carga, avión ambulancia y muchas más tareas.
- IAI 201: versión de transporte militar con capacidad para 24 soldados totalmente equipados, 16 paracaidistas y dos contenedores de carga, equipos para patrulla marítima o lucha electrónica.
- IAI 202: versión con el fuselaje alargado y aletas de borde marginal, más combustible y capacidad para transportar 30 soldados, o 20 paracaidistas, y tres contenedores.

La versión militar también puede ser equipada con una gran variedad de armas, con el fin de actuar en operaciones anti-guerrilleras o de patrulla marítima. La configuración del armamento podría incluir dos ametralladoras en contenedores secundarios del fuselaje (normalmente ametralladoras Browning de 12,7 mm), además de una tercera ametralladora en la parte trasera del fuselaje o dos contenedores con 6 cohetes de 82 mm, torpedos o sono-boyas en los costados del fuselaje.

## Operadores
- Argentina:
- Bolivia
- Camerún
- Colombia:
  - Fuerza Aérea Colombiana
- Ecuador:
  - Fuerza Aérea del Ecuador
  - Ejército del Ecuador
- El Salvador
- Guatemala
- Honduras
  - Fuerza Aérea de Honduras
- Israel
- Liberia
- México

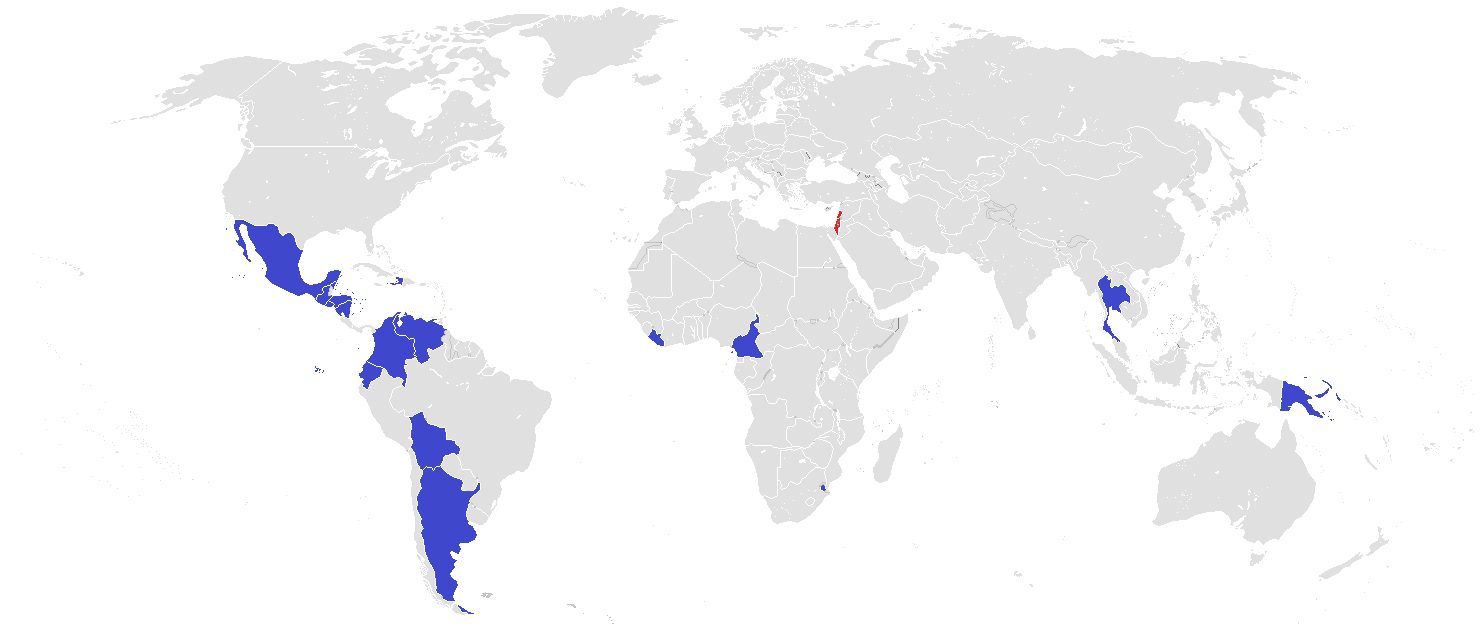
Usuarios del IAI Arava en el mundo

  - Fuerza Aérea Mexicana - 12 IAI Arava 201 entregados en 1972. Todos dados de baja en 2013 y reemplazados por 8 aviones CASA C-295 (6 C-295M y 2 C-295W). Uno donado a la Universidad Aeronáutica en Querétaro.
  - Aviacsa Histórico.
- Nicaragua
- Papúa Nueva Guinea
- Suazilandia
- Tailandia:
  - Real Fuerza Aérea Tailandesa

## Especificaciones técnicas (IAI 201 Arava)
Referencia datos: Jane's All The World's Aircraft 1982-83

### Características generales
- Tripulación: 2
- Longitud: 12,7 m (41,6 ft)
- Envergadura: 21 m (68,8 ft)
- Altura: 5,2 m (17,1 ft)
- Superficie alar: 43,7 m² (470,2 ft²)
- Peso vacío: 3999 kg (8813,8 lb)
- Peso máximo al despegue: 6804 kg (14 996 lb)
- Planta motriz: 2× Turbohélice Pratt & Whitney Canada PT6A-34.
  - Potencia: 552 kW (740 HP; 750 CV) cada uno.

### Rendimiento
- Velocidad crucero (Vc): 319 km/h (198 MPH; 172 kt) a 3.050 m
- Velocidad de entrada en pérdida (Vs): 115 km/h (71 MPH; 62 kt)
- Alcance: 1056 km (570 nmi; 656 mi)
- Techo de vuelo: 7600 m (24 934 ft)
- Carga alar:  máxima 155,67 kg/m²

## Accidentes
- El día 15 de marzo de 2016 se accidentó un IAI Arava en la provincia de Pastaza, Ecuador con personal militar, el saldo de fallecidos es de 22 personas, todas militares de Ecuador.[2][3][4]

- El 22 de noviembre de 1979, un avión ARAVA de la petrolera argentina YPF, se accidentó 25 km al oeste de la localidad de Puerto Williams, en la isla Navarino, territorio de la República de Chile. Los tres tripulantes y sus cinco pasajeros, murieron en el accidente.[5]

### Aeronaves similares
- Dornier Do 228
- Embraer EMB 110 Bandeirante
- De Havilland Canada DHC-6 Twin Otter
- Let L-410 Turbolet
- Harbin Y-12
- CASA C-212 Aviocar
- Beechcraft 1900
- PZL M28
- Handley Page Jetstream
- Short SC.7 Skyvan
- Britten-Norman Trislander
- Antonov An-28
- FMA IA 67 Córdoba

### Listas relacionadas
- Anexo:Aviones de línea regionales